# Encyocrates raffrayi
Encyocrates raffrayi är en spindelart som beskrevs av Simon 1892. Encyocrates raffrayi ingår i släktet Encyocrates och familjen fågelspindlar.
Artens utbredningsområde är Madagaskar. Inga underarter finns listade i Catalogue of Life.